# Limnophila brachyptera
Limnophila brachyptera är en tvåvingeart som beskrevs av Alexander 1931. Limnophila brachyptera ingår i släktet Limnophila och familjen småharkrankar. Inga underarter finns listade i Catalogue of Life.